# Prepotto (Duino-Aurisina)
Prepotto is een plaats (frazione) in de Italiaanse gemeente Duino-Aurisina.